# Kállai Pál
Kállai Pál (Budapest, 1933. október 2. – Budapest, 2006. október 13.) magyar versenylovas, sportoló. Egyike a világ legsikeresebb pályafutását megélő zsokéinak.

## Élete
Ötévesen Maglódra költöztek, ahol a Wodianer báró kastélyában tartott lipicai lovakon tanult lovagolni. Egy barátja elegáns zsoké ruhája láttán, szülei szándéka ellenére 1949-től 8 hónap gyakorlás után ő is versenylovas lett. 1950. július 2-án, Pazar II. hátán, a negyedik versenyén már nyert. 1954-ben a moszkvai sikerek után hazatérvén a határőr meggyanúsította, hogy a jutalmait valójában lopta – a becses tárgyak a vitában tönkrementek. Ezt ő olyan megaláztatásnak érezte, hogy az első adandó alkalommal, 1956-ban egy ausztriai versenyen a szállodájukból megszökött, és nyugat felé vette az irányt. Németországban kémnek hitték, ám sikerült kijutnia az Egyesült Államokba. Itt 16 évig élt, sikeres zsoké lett, többször megfenyegették, és merényleteket is követtek el ellene, mert nem ment bele a megvesztegetésekbe. A 60-as években Amerika húsz legjobb és legkeresettebb lovasa közé tartozott. Lovagolt a világ egyik leghíresebb versenyén, a Kentucky Derbyn is 1966-ban. Több országot is bejárt: Ausztriában, Kanadában, de az USA, Németország, Törökország, Jugoszlávia, Kuvait, Svájc, Szlovákia, Csehország, Oroszország versenypályáin találkozhatott vele a lóversenyszerető közönség. 1990 óta ismét Budapesten élt, és még 73 éves korában is aktívan sportolt.
Négy házasságából öt gyermeke született: Alexander, Melanie, Pál, Sissy, Elizabeth.

## Emlékezete
A Fiumei úti sírkert 41-es parcellájában levő síremlékét a Nemzeti Emlékhely és Kegyeleti Bizottság a Nemzeti sírkert részévé nyilvánította.

## Eredményei
- Magyarországon egyedülállóan 1089 futamot nyert.
- Az USA-ban 1780 futamot nyert.
- 1952-ben a legeredményesebb hazai lovasként első championcímét nyerte meg.
- 1991-ben Jeremyvel, 2000. július 2-án Rodrigóval megnyerte a Magyar Derbyt.
- Hosszú pályafutása alatt 78 kiemelt nagydíjon haladt át győztesként a célon.

## Érdekességek
- Apja bokszoló volt, és fia is részt vett bokszmérkőzéseken Amerikában: tízből kilencet megnyert.
- Öt autójából kettőben maffiózók elvágták a fékvezetéket.
- Egy autóbalesete után lábait amputálni akarták, de ő megszökött a műtőasztalról.
- Élete során összesen 6 évet töltött kórházban.
- Versenysúlya 54 kg volt.